# Économie de la Jordanie
La Jordanie est un petit pays dont les ressources naturelles et en particulier hydrauliques sont inexploitables. L'endettement général, la pauvreté et le chômage sont des problèmes récurrents. 

## Chiffres principaux
Le roi Abdallah II de Jordanie, à la tête du pays depuis 1999, entreprend depuis le début de son règne des réformes économiques sur le long terme afin de régler les problèmes les plus importants et d'améliorer les conditions de vie des jordaniens. Mais la Jordanie est l'une des plus petites économies du Moyen-Orient. Le pays est confronté à une série de défis économiques : se passer des aides financières, réduire le déficit budgétaire et relancer la dynamique de l'emploi.

### Population
La Jordanie est considérée comme un pays à revenu moyen supérieur, avec un PIB par habitant de 4 104 dollars. En comparaison avec d'autres marchés régionaux, le marché intérieur jordanien est petit, avec une population de 11,2 millions d'habitants. Le taux de croissance de la population continue d'augmenter, et plus de 52,8 % de la population est âgée de moins de 24 ans, avec environ 50 % des individus âgés de 15 à 24 ans au chômage en 2021. Le taux de chômage global est à 24,1 % et le taux de pauvreté s'élève 15,7% selon les chiffres officiels,. 

### Faiblesses économiques
En 2021, la dette publique est égale à 114 % du PIB et le déficit budgétaire national s'élève à 2,444 milliards de dollars. En outre, après des années de croissance économique allant de quatre à neuf pour cent au début des années 2000, la croissance économique de la Jordanie ralentit considérablement depuis 2008. En 2020, avec la pandémie de COVID-19, l'économie jordanienne se contracte de 1,6 %, exacerbant ses faiblesses économiques. Les mesures prises par le gouvernement pour atténuer la propagation du virus freinent l'activité commerciale, contribuant à une nouvelle hausse du chômage et à un déclin des activités d'exportation et d'importation, ainsi que du tourisme entrant. L'économie progresse de 2,2 % en 2021, et la croissance économique à court terme devrait être tout aussi lente.

## Secteur primaire

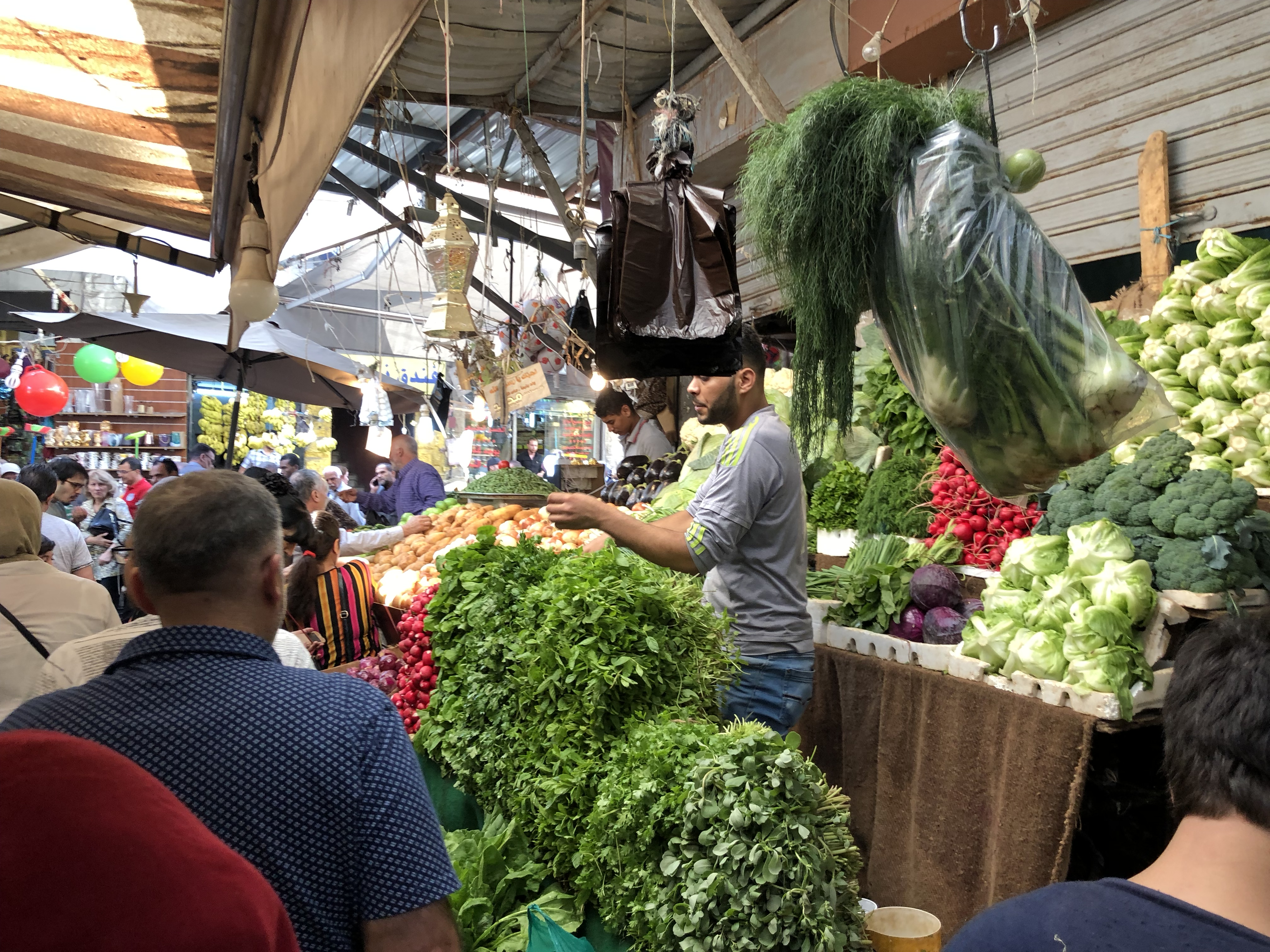
Marché aux légumes à Amman en 2018.

Au début des années 2020, le secteur agricole emploie environ 2 à 3 % de la population active (bien que de nombreux travailleurs agricoles viennent d'Égypte, du Pakistan et d'autres pays) pour constituer 5,9 % du PIB. Ce faible niveau s'explique par les conditions défavorables (zones désertiques et faible pluviométrie). Les cultures principales sont l'orge et le blé. Le pays produit également des fruits et légumes grâce à l’irrigation provenant du lac de Tibériade et du Jourdain. Mais ce dernier connait une pollution et une surexploitation dramatiques. 
En raison de la rareté de l'eau, l'agriculture est en déclin en tant que composante de l'économie globale depuis des années. La Jordanie manque de ressources naturelles et est également l'un des pays les plus pauvres en eau au monde. L'approvisionnement en eau renouvelable du royaume ne répond actuellement qu'à environ deux tiers des demandes en eau de la population, les eaux souterraines étant utilisées deux fois plus vite qu'elles ne peuvent être reconstituées.
La Jordanie est un pays importateur net de produits alimentaires, avec un marché en croissance de 11 millions de consommateurs, y compris les réfugiés. Les consommateurs jordaniens ont des goûts de plus en plus occidentaux et importent jusqu'à 98 % des produits consommables, notamment le blé, l'orge, le sucre, le riz, le lait en poudre, le thé, le café, le maïs, l'huile végétale (à l'exception de l'huile d'olive), le fromage, les pois chiches, les vermicelles, les lentilles et les produits à valeur ajoutée tels que les noix et, dans une moindre mesure, la volaille et les produits avicoles.

## Secteur secondaire

### Industrie

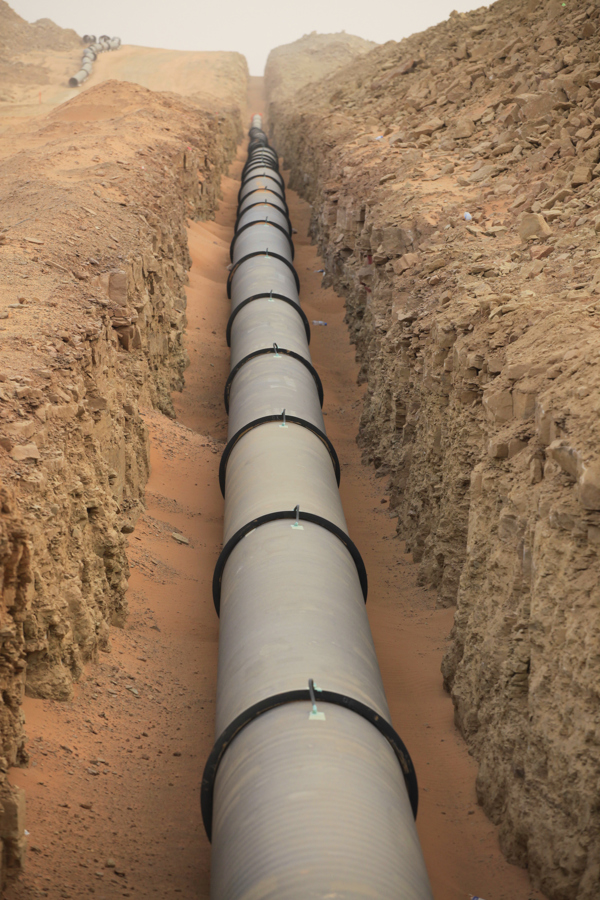
Conduite d'eau en construction pour amener l'eau de la nappe phréatique du Wadi Rum vers Amman, 2012.

En 1997, l'industrie employait 14 % de la main-d’œuvre pour 16,7 % du PIB. En 2022, l’industrie (textile, pharmacie, engrais) représente plus de 25 % du PIB, le textile et les engrais étant les exportations les plus importantes du pays. En 2020, elle emploie 24% de la main-d'œuvre.
L'industrie est principalement concentrée autour de l'extraction et l'exploitation minière, la fabrication et la transformation de produits finis à base de matières premières brutes ; et notamment à partir des phosphates et de la potasse. La Jordanie est le troisième plus important exportateur de potasses au monde et le cinquième pour le phosphate. 

### Énergie
En 2014, la Jordanie importe encore 97 % de ses besoins énergétiques. Elle produit un peu d'énergie hydroélectrique (par exemple aux barrages de Wadi Al-Mujib ou d'Al-Wehda).
Pour remédier partiellement à sa dépendance, le pays a décidé la construction près d'Amra d'une centrale nucléaire nationale composée de deux réacteurs de 1 000 MW. Construite par la compagnie russe Atomstroyexport, la centrale aurait dû être opérationnelle en 2023 et gérée par une autre entreprise russe, Rusatom overseas. D'un montant estimé de 10 milliards de dollars, la partie russe finance à hauteur de 49 % tandis que la Jordanie finance les 51 % restants. Cependant, un projet de petit réacteur modulaire est abandonné en juin 2018 faute d'accord sur son financement.

La Jordanie a surcompensé les pénuries d'électricité survenues entre 2013 et 2017 en investissant dans de nombreux contrats d'achat d'électricité, ce qui a entraîné une surcapacité de près de 50 % de son réseau électrique et une hausse du prix moyen de l'électricité pour les ménages et les entreprises. Dans la plupart des cas, les entreprises paient des tarifs supérieurs à la moyenne et au marché, tandis que les ménages voient des tarifs subventionnés, inférieurs à la moyenne. Les coûts élevés de l'électricité pour les entreprises réduisent la compétitivité et la rentabilité.  En mars 2022, la Jordanie a apporté des ajustements progressifs à sa structure de tarification de l'électricité afin de corriger les distorsions existantes.

Production jordanienne d'électricité entre 1980 et 2018 : énergie fossile, éolienne et solaire.

Depuis le début des années 2010, la Jordanie investit dans les énergies renouvelables, notamment l'éolien et le solaire. Son potentiel pour augmenter la production d'énergie renouvelable et l'exporter est important. La Jordanie est l'un des principaux pays de la région Moyen-Orient et Afrique du Nord en matière d'adoption des énergies renouvelables et de croissance des énergies propres. Plus de 20 % du réseau électrique jordanien est alimenté par l'énergie solaire ou éolienne, avec un objectif de 31 % d'ici 2030. Dépasser ce pourcentage sera un défi pour la Jordanie, à moins que des solutions de stockage ne soient mises en œuvre.  En outre, la capacité excédentaire, la faible croissance de la demande et les efforts de diversification énergétique mettant en avant des ressources non renouvelables limitent les opportunités à court terme pour les projets d'énergies renouvelables.   

## Secteur tertiaire
L’économie du pays repose principalement sur les services, notamment la finance et le tourisme.  
Le secteur des communications et des technologies de l'information (TIC) est l'un des secteurs à la croissance la plus rapide de l'économie jordanienne, avec plus de 2,3 milliards de dollars, représentant plus de 26 000 emplois et 3,8 % du PIB en 2022. Plus de 900 entreprises opèrent dans les secteurs des télécommunications, de l'informatique, des contenus en ligne et mobiles, de l'externalisation des activités et du développement de jeux.   

## Relations internationales

### Commerce international
Contrairement à ses voisins, la Jordanie ne possède pas beaucoup de ressources naturelles, bien que l'extraction de potasse et de phosphate figure parmi les principaux secteurs industriels du pays, en plus de la fabrication de vêtements/appareils, de produits chimiques et pharmaceutiques. La Jordanie est donc largement tributaire des importations dans toute une série de secteurs industriels, ce qui crée des opportunités pour les exportateurs, notamment américains. En 2021, la Jordanie a importé pour 23,34 milliards de dollars de biens et services, contre des exportations évaluées à 13,85 milliards de dollars. 
Les principales catégories d'importation de la Jordanie comprennent les combustibles minéraux et le pétrole brut, les machines industrielles, le matériel de transport, y compris les automobiles, les équipements électriques et électroniques, les produits alimentaires et agricoles, les textiles, les produits manufacturés tels que les produits en caoutchouc, le papier et le carton, les fils, les produits chimiques, les vêtements et les chaussures.  
En 2021, les principales sources d'importation de la Jordanie sont les suivantes : Arabie saoudite (14,9 %), Chine (14,5 %), États-Unis (6,4 %), Union européenne (18,7 %), Émirats arabes unis (6 %), Égypte (3 %) et Turquie (3 %).  
Les principales catégories d'exportation du pays comprennent les produits chimiques, les engrais, les produits pharmaceutiques, les textiles, les produits minéraux (y compris la potasse et les phosphates) et les produits végétaux. 

#### Pétrole
Au début du règne Abdallah II de Jordanie, le pays importe la plus grande partie de son pétrole d'Irak. Mais la guerre d'Irak commencée en 2003 la rend plus dépendante des autres nations productrices de pétrole, forçant le gouvernement jordanien à élever le prix du pétrole au détail et les taxes. Le marché d'exportation de la Jordanie, qui dépend lourdement des exportations vers l'Irak, est également affecté par la guerre. Il se rétablit finalement rapidement en contribuant à la reconstruction irakienne. 
Les produits pétroliers représentent 12 % du total des importations jordaniennes, ce qui correspond au premier poste d’importation du pays. En 2021, l'importation de produits pétroliers et dérivés atteint 1,8 Md JOD (2,6 Mds USD) contre 1,3 Md JOD (1,8 Md USD) en 2020, soit une hausse de 43 %. Cette augmentation est due à la hausse du prix du pétrole et à la reprise l'économie du pays, contrainte lors de la pandémie de Covid-19.  
Puisqu'elle ne dispose pas de pétrole, la Jordanie investit dans les énergies renouvelables. 

### Aide internationale
De 2003 à 2006, la Jordanie travaille en étroite collaboration avec le FMI, pratique une politique monétaire stricte associée à un important programme de privatisation. Le gouvernement libéralise aussi le régime commercial, suffisamment pour sécuriser les participations éventuelles à l'Organisation mondiale du commerce (2000), un accord commercial avec les É.-U. (2001), et un accord de coopération avec l'Union européenne (2001). Ces mesures accroissent la productivité et impliquent des investissements étrangers,. 
L'aide étrangère est une composante importante de l'économie jordanienne d'un montant de 45,371 milliards de dollars. Les États-Unis sont le plus grand contributeur d'aide bilatérale à la Jordanie, fournissant 1,65 milliard de dollars en 2021. En outre, en septembre 2022, les États-Unis ont signé le quatrième protocole d'accord sur le partenariat stratégique pour une aide étrangère bilatérale à la Jordanie de 1,45 milliard de dollars par an de 2023 à 2029. 